# Bijleveldsche vliet

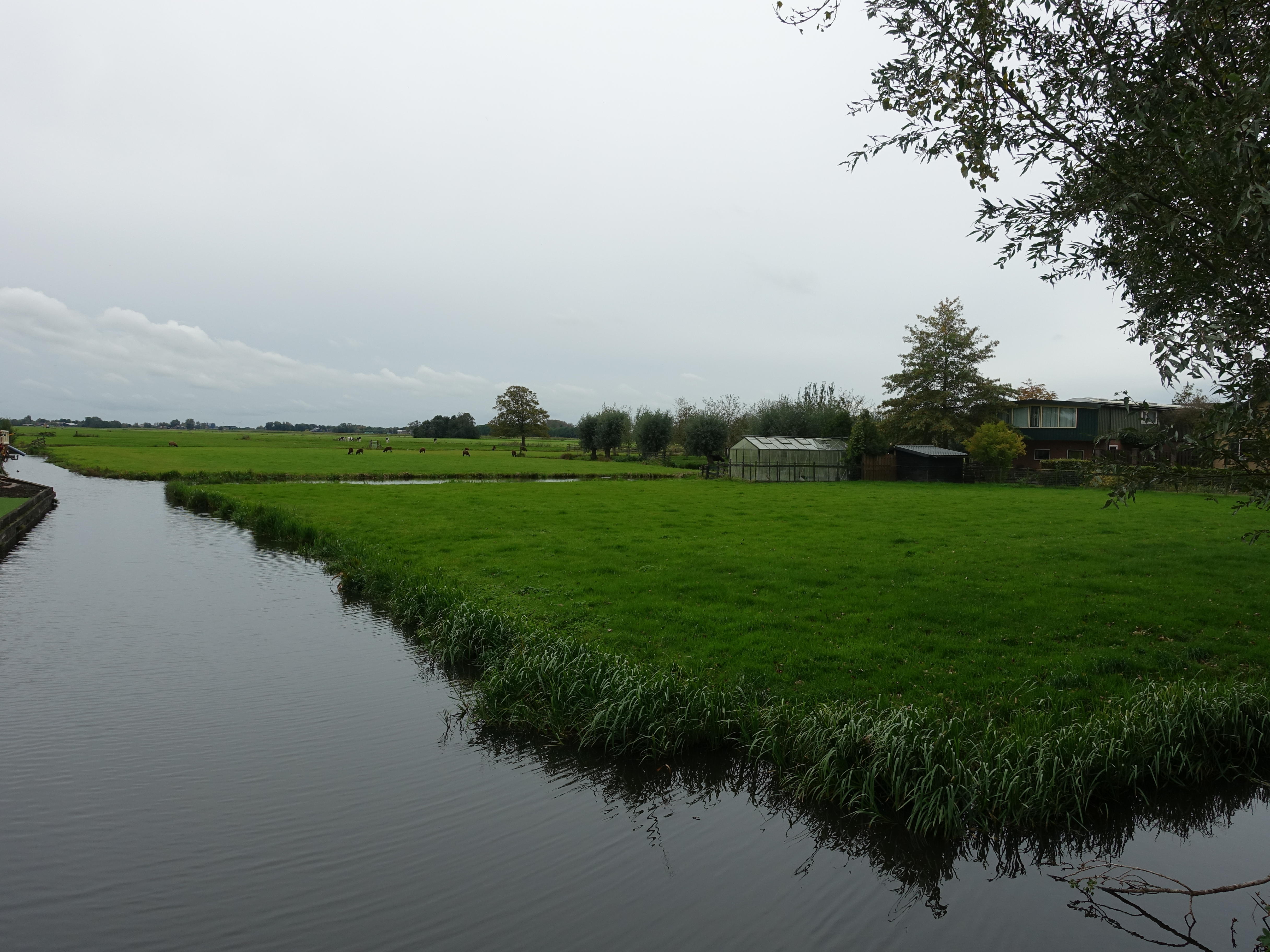
Bijleveldsche vliet vanaf de brug in Reijerscop

De Bijleveldsche vliet is een afwateringskanaal dat loopt vanaf polder Reijerscop tot aan de Oude Rijn ten oosten van Harmelen. Het water kruist de Reijerscopse Wetering iets ten zuiden van de A12.